# Terri-Ann Cater
Terri-Ann Cater OAM (geb. Wangman; * 25. September 1956) ist eine ehemalige australische Sprinterin und Mittelstreckenläuferin.
1974 gewann sie bei den British Commonwealth Games in Christchurch Silber in der 4-mal-400-Meter-Staffel.
Beim Leichtathletik-Weltcup 1979 in Montreal wurde sie Fünfte über 400 m und Sechste mit der ozeanischen 4-mal-400-Meter-Stafette. 
1981 gewann sie über 800 m Silber bei der Pacific Conference Games Silber und wurde Fünfte beim Leichtathletik in Rom.
Bei den Commonwealth Games 1982 in Brisbane wurde sie Vierte über 800 m.
1980 sowie 1981 wurde sie Australische Meisterin über 800 m und 1981 über 400 m.

## Persönliche Bestzeiten
- 400 m: 52,50 s, 19. Januar 1980, Christchurch
- 800 m: 2:00,56 min, 5. September 1981, Rom